# Franz Joseph Fischer (Abt)
Franz Joseph Fischer (* 1740 (getauft am 12. Oktober 1740) in Calle; † 21. August 1806 ebenda) war der letzte Abt des Prämonstratenserstiftes Wedinghausen

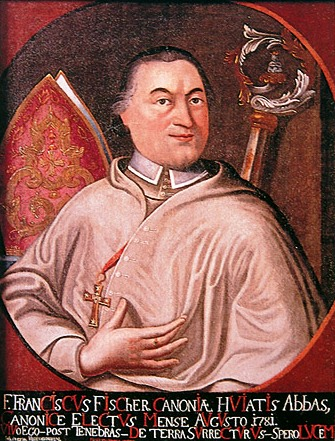
Franz Joseph Fischer

## Leben und Wirken
Fischer stammte aus einer einfachen Familie von Ackersleuten und erhielt seine schulische Ausbildung in dem zum Stift Wedinghausen gehörenden Gymnasium Laurentianum in Arnsberg. Danach studierte er Theologie und wurde in Köln zum Priester geweiht. Anschließend trat er selbst als Konventualer in das Stift ein. Er hob sich durch seine wissenschaftlichen Talente und seine musikalische Begabung früh von seinen Mitbrüdern ab. Im Alter von 28 Jahren lehrte er bereits als Gymnasialprofessor (prof. poet. organisata musicus) am Laurentianum. Später wurde er Prior und Pfarrer von Arnsberg.
Trotz seiner unbestrittenen Fähigkeiten war Fischer unter den Mitbrüdern nicht unumstritten. Sie warfen ihm Schroffheit und fehlendes Einfühlungsvermögen vor. Daher benötigte die Konventualen bei der Wahl zu einem neuen Abt mehrere Wahlgänge, ehe Fischer am 7. August 1781 schließlich gewählt wurde. Ein Jahr später wurde er vom Kölner Weihbischof Karl Aloys von Königsegg-Aulendorf offiziell in sein Amt eingesetzt.
Die Politik des kurkölnischen Staates und dessen Nebenlandes Herzogtum Westfalen, letzteres vor allem unter der Ägide von Franz Wilhelm von Spiegel, waren zur Amtszeit Fischers von zahlreichen Reformen im Sinne der katholischen Aufklärung geprägt. Da Fischer tendenziell eher für einen barocken Katholizismus stand, wurde er von den Vertretern der Aufklärung scharf kritisiert. Der kurkölnische Kommissar Balduin Neesen bezeichneten ihn als „Urbild eines Mönchsbeherrschers.“
Von den aufklärerischen Reformen war auch Wedinghausen stark betroffen. Bereits 1783 verlor das Stift seine direkte Zuständigkeit für das Gymnasium, das zu einer Staatsanstalt wurde. Auch aus dem Inneren der Gemeinschaft kam eine gewisse Unruhe. Wenn auch vergeblich, versuchte Georg Friedrich Pape eine extrem rationalistische theologische Ausrichtung durchzusetzen. Schwerwiegender für die Gemeinschaft war der Besuch des erzbischöflichen Visitationskommissars Balduin Reesen im Jahr 1788. Dieser verbot den Chorherren weitgehend die bislang gepflegte Instrumentalmusik und traditionelle geistliche Chormusik. An deren Stelle trat zumindest zeitweise der deutsche Kirchengesang, der bei den Traditionalisten als lutherische Revolution angesehen wurde. Noch wichtiger aber war der Eingriff in die innere Verfassung des Stifts. Die bisherige Herrschaft des Abtes wurde eingeschränkt und dessen Amtsführung durch ein Kapitel aus zehn der ältesten Konventualen kontrolliert. Die bislang bestehende Überordnung von Wedinghausen über die Frauenstifte Rumbeck und Oelinghausen wurde ebenso aufgehoben, wie die Besetzung der Arnsberger Pfarrstelle durch das Stift. Zeitweise dachte Fischer daran, sein Amt niederzulegen und als Prior ins Kloster Rumbeck zu gehen. Erst Erzbischof und Kurfürst Maximilian Franz von Österreich brachte ihn davon ab.
Im Zuge der französischen Revolution floh das Kölner Domkapitel nach Arnsberg. Der Abt musste diesem sein Haus zur Verfügung stellen. Nach der Wahl des neuen Kölner Weihbischofs Meinhard von Königsegg-Aulendorf 1796 wurde Fischer Generalvikariats-Verwalter. Nach dessen Tod im Jahr 1803 war das Ende des Stifts durch die Beschlüsse des Reichsdeputationshauptschlusses schon absehbar. Fischer nutzte die Gelegenheit, um ein letztes Mal, umgeben von den Konventualen und angetan mit den Zeichen seines Amtes, mit aller Pracht das Begräbnis zu zelebrieren.
Nach dem Übergang des Herzogtums Westfalen an Hessen-Darmstadt legte Fischer als Vertreter aller Klöster im Herzogtum im September 1803 den Eid auf den neuen Landesherrn ab. Als am 17. Oktober 1803 Landgraf Ludwig X. von Hessen-Darmstadt als neuer Landesherr des Herzogtums Westfalen die Aufhebung aller Klöster befahl, betraf dies auch Wedinghausen. Abt Fischer erhielt ein Pensionsgehalt von jährlich 650 fl. und eine Wohnung im Kloster Rumbeck zugewiesen. Nach dessen Aufhebung wurde die Pension auf 1650 fl. erhöht, die Insignien wie Mitra, Abtsstab, Brustkreuz und Ring blieben im Besitz Fischers. Er kehrte in seinen Geburtsort zurück, wo er auch starb.